# Cerro Murallón
Cerro Murallón är ett berg i Argentina, på gränsen till Chile. Det ligger i den södra delen av landet, 2 100 km sydväst om huvudstaden Buenos Aires. Toppen på Cerro Murallón är 2 803 meter över havet, eller 986 meter över den omgivande terrängen. Bredden vid basen är 10,2 km.
Terrängen runt Cerro Murallón är bergig söderut, men norrut är den kuperad. Trakten runt Cerro Murallón är nära nog obefolkad, med mindre än två invånare per kvadratkilometer.. Det finns inga samhällen i närheten.
Trakten runt Cerro Murallón är permanent täckt av is och snö. Polarklimat råder i trakten. 